# Madli, Shiggaon
Madli là một làng thuộc tehsil Shiggaon, huyện Haveri, bang Karnataka, Ấn Độ.